# František Protiva
František Protiva (15. srpna 1922 – 22. ledna 1996) byl český a československý politik Československé strany lidové a poslanec Sněmovny lidu Federálního shromáždění za normalizace.

## Biografie
K roku 1976 se profesně uvádí jako ředitel zásobovacího oddělení. Ve volbách roku 1976 zasedl do Sněmovny lidu (volební obvod č. 64 - Most-sever-Chomutov-sever, Severočeský kraj). Mandát obhájil ve volbách roku 1981 (obvod Chomutov). Ve Federálním shromáždění setrval do konce funkčního období, tedy do voleb roku 1986.